# Tough Guys Don’t Dance
Tough Guys Don’t Dance (в переводе с англ. — «Крутые парни не танцуют») — дебютный студийный альбом британской электроник-рок-группы Soulsavers, выпущенный 13 октября 2003 года лейблом San Quentin Recordings.

## Об альбоме
Работа над пластинкой проходила в период с 2002 по 2003 год. К процессу записи участники Soulsavers Рич Мачин и Ян Гловер привлекли лидера группы Spain Джоша Хэйдена. Его вокал присутствует в композициях «Love», «Down So Low» и «Precious Time»; Хэйден является и соавтором этих песен. Также музыкант написал слова к треку «Spiritual», который был исполнен участниками Soulsavers и Марком Ланеганом, и издан в 2007 году на It’s Not How Far You Fall, It’s the Way You Land, втором студийном альбоме Soulsavers.
Поступивший в продажу 13 октября 2003 Tough Guys Don’t Dance не имел коммерческого успеха и был фактически проигнорирован музыкальными критиками. Редакцией журнала Uncut пластинка была описана, как «любовная история с кинематографичными клавишными и нуарным эмбиентом». Также, в звучании Tough Guys Don’t Dance были найдены детали, позаимствованные из творчества Tangerine Dream. Тем не менее, альбом был оценён в 4 звезды из возможных 10. Редколлегия сослалась на излишнюю «пустоту» и «меланхоличность» Tough Guys Don’t Dance. Положительную огласку получили только композиции исполненные совместно с Джошом Хэйденом.
22 ноября 2004 года трек «Closer» был выпущен Soulsavers в составе одноимённого мини-альбома. 13 октября 2013 вышло в свет юбилейное переиздание Tough Guys Don’t Dance.

## Список композиций
| №  | Название                                      | Длительность |
| -- | --------------------------------------------- | ------------ |
| 1. | «Cabin Fever»                                 | 5:09         |
| 2. | «Love» (совместно с Джошом Хэйденом)          | 5:24         |
| 3. | «San Quentin Blues»                           | 4:02         |
| 4. | «Rumblefish»                                  | 4:01         |
| 5. | «Down So Low» (совместно с Джошом Хэйденом)   | 4:33         |
| 6. | «Texas Taliban»                               | 3:07         |
| 7. | «Closer»                                      | 5:52         |
| 8. | «Precious Time» (совместно с Джошом Хэйденом) | 4:31         |
| 9. | «Blackout»                                    | 4:12         |

## Участники записи
- Рич Мачин, Ян Гловер — клавишные, программинг, продюсирование
- Джош Хэйден — вокал
- Гай Дэйви, Майк Марш — мастеринг
- Дэниел Питчфорд, Марк Фрейзер — дизайн